# Julio Borba
Julio César Borba Vargas (Pilar, 25 de mayo de 1973) es un médico y político paraguayo. Fue ministro de Salud Pública y Bienestar Social de Paraguay desde el 5 de marzo de 2021, durante el gobierno del presidente Mario Abdo Benítez, hasta el 16
de agosto de 2023.

## Trayectoria
Es egresado de la Universidad Nacional del Nordeste, de Corrientes (Argentina). Cuenta con una especialización en Cirugía General y Medicina Legal y Forense. Es un profesional cirujano de 48 años de amplia trayectoria en el servicio público de Salud y con varios cargos gerenciales que le permiten un vasto conocimiento de la cartera sanitaria. Así también, posee preparación en Gestión en Salud, Administración Hospitalaria, Auditoria en Salud y una Didáctica Superior Universitaria.
En su trayectoria por la carrera de la salud se destacan bastas experiencias laborales como ser: Cirujano del servicio de urgencias, jefe de guardia del Hospital del Instituto de Previsión Social desde el año 2002. Antes de asumir como Viceministro de Atención Integral a la Salud y el Bienestar del Ministerio de Salud Pública, se desempeñaba como director general de la Dirección General de Desarrollo de Servicios y Redes de Salud y, anterior a esa dirección, se desempeñaba como director de coordinación de Hospitales Especializados de esta cartera ministerial. Cabe resaltar su paso y desempeño por otras instituciones como jefe de guardia en cirugía en el Hospital Distrital de Lambaré (2001-2010), cirujano, jefe de sala en el Hospital Central de las Fuerzas Armadas (2001-2008), jefe del Departamento de Salud del Centro Educativo Itauguá – Servicio Nacional de Ayuda al adolescente infractor – Ministerio de Justicia y Trabajo. Igualmente, ocupó el puesto de director de logística, dependiente de la Dirección General de Gestión de Insumos Estratégicos en Salud MSPBS (2009-2010). Y, entre el 2012 y el 2013, ejerció como director general de la Dirección General de Servicios y Redes de Salud del MSPBS. También estuvo como director médico del Instituto Nacional de Cardiología MSPBS (2013-2017).
Con la experiencia adquirida a lo largo de los años en los distintos puestos que involucran a la salud, también ha pasado por la práctica académica con la cátedra de Semiología Quirúrgica y cátedra de Cirugía (2016 – 2017) en la Universidad del Norte y como encargado de rotación de internos en el Servicio de Cirugía General de la Universidad del Norte, sede Amambay. En la actualidad, es miembro de la Sociedad Paraguaya de Cirugía y de la Sociedad Paraguaya de Videolaparoscopia.
En agosto del 2020, Julio Borba, era nombrado como Viceministro de Atención Integral a la Salud y Bienestar Social. El 8 de marzo del 2021, el presidente de la República, Mario Abdo Benítez, confirmó en el cargo a Borba, luego de la renuncia a la cartera sanitaria por parte del doctor Julio Mazzoleni, quien había asumido el control del ente en agosto del 2018.